# Burg Leipferdingen
Die Burg Leipferdingen, in der örtlichen Überlieferung bzw. älteren Literatur auch Heidenlöcher genannt, ist eine abgegangene Wallanlage auf einem an dieser Stelle 770 m ü. NN hohen Sporn zwischen dem Aitrach- und dem Neuvertal, etwa 2500 Meter westlich von Leipferdingen, einem heutigen Stadtteil von Geisingen im Landkreis Tuttlingen in Baden-Württemberg.
Von der ehemaligen, vermutlich vorgeschichtlichen und eventuell keltenzeitlichen, gut 130 Meter langen Wallanlage (Höhenburg) sind noch Reste des an der Basis zwischen fünf und sieben Meter breiten Abschnittswalls und des vorgelagerten, bis maximal zwei Meter tiefen Spitzgrabens erhalten.